# Joan Peyser
Joan Peyser (Manhattan, 12 giugno 1930 – Manhattan, 24 aprile 2011) è stata una musicologa e scrittrice statunitense, nota per gli scritti sulla musica del XX secolo e per aver pubblicato le biografie di George Gershwin, Pierre Boulez e Leonard Bernstein.

## Biografia
Nata Joan Gilbert, iniziò a studiare pianoforte all'età di 5 anni e a tredici si esibì alla Town Hall di New York. Diplomatasi in pianoforte e viola alla Scuola di Musica e Arti di Manhattan, dal '47 al '49 frequentò lo Smith College e nel '51 conseguì il Bachelor of Arts al Barnard College di New York.

Cinque anni più tardi, completo il Master of Arts alla Columbia University con la supervisione di Paul Henry Lang.
L'articolo del 1966 intitolato The Troubled Times of Marc Blitzstein vinse la prima edizione del premio istituito dall'ASCAP in onore di Deems Taylor e le procurò un contratto di lavoro con la Delacorte Press, con la quale nel '71 pubblicò la prima biografia The New Music: the Sense behind the Sound.
Dal '77 all''84 diresse il periodico The Musical Quarterly, collaborando regolarmente anche con il The New York Times, Commentary, Vogue e Opera News.
Joan Peyser si spense il 24 aprile 2011, all'età di 80 anni, a seguito di un intervento al cuore.